# Eodorcadion ornatum
Eodorcadion ornatum es una especie de escarabajo longicornio de la subfamilia Lamiinae. Fue descrita científicamente por Faldermann en 1833.
Se distribuye por China y Mongolia. Mide 17-20 milímetros de longitud.